# صخرة لانكشاير
صخرة لانكشاير (بالإنجليزية: Lancashire Rock)‏ هو الدليل الرسمي لتسلق الصخور في لانكشاير في انجلترا. نُشرت هذه المقالة أصلاً عام 1969 بواسطة Rocksport، تحت رئاسة تحرير Phil Watkin. تم تجميع طبعة عام 1969 بواسطة ليز أينسورث بمساعدة عدد من المتطوعين الداعمين. وقد تم إجراء العديد من المراجعات على دليل التسلق منذ الإصدار الأول، ويحتوي الإصدار الأخير على حوالي 6600 مسار تسلق إما في المحجر أو على منحدر، مما يجعله أحد أكبر أدلة التسلق في المملكة المتحدة.  تم نشر الإصدار الحالي من قبل مجلس تسلق الجبال البريطاني، على الرغم من أن الإصدارات المستقبلية من الدليل أصبحت الآن تحت سيطرة فريق تحريري جديد ومن المتوقع نشر طبعة جديدة عام 2025.

## روابط خارجية
- موقع لانكشاير روك